# 埃拉斯莫·萨莱梅
埃拉斯莫·萨莱梅（義大利語：Erasmo Salemme，1946年3月26日—），意大利前男子排球运动员。他曾代表意大利国家队参加1976年夏季奥林匹克运动会排球比赛，结果获得第八名。